# Parc national El Tepozteco
Le parc national El Tepozteco (espagnol : Parque nacional El Tepozteco) est un parc national du Mexique situé au Morelos et le District fédéral. Il a une superficie de 232,59 km2 et a été créée en 1937. Il comprend entre autres le site archéologique de El Tepozteco.